# Resort Development Organisation

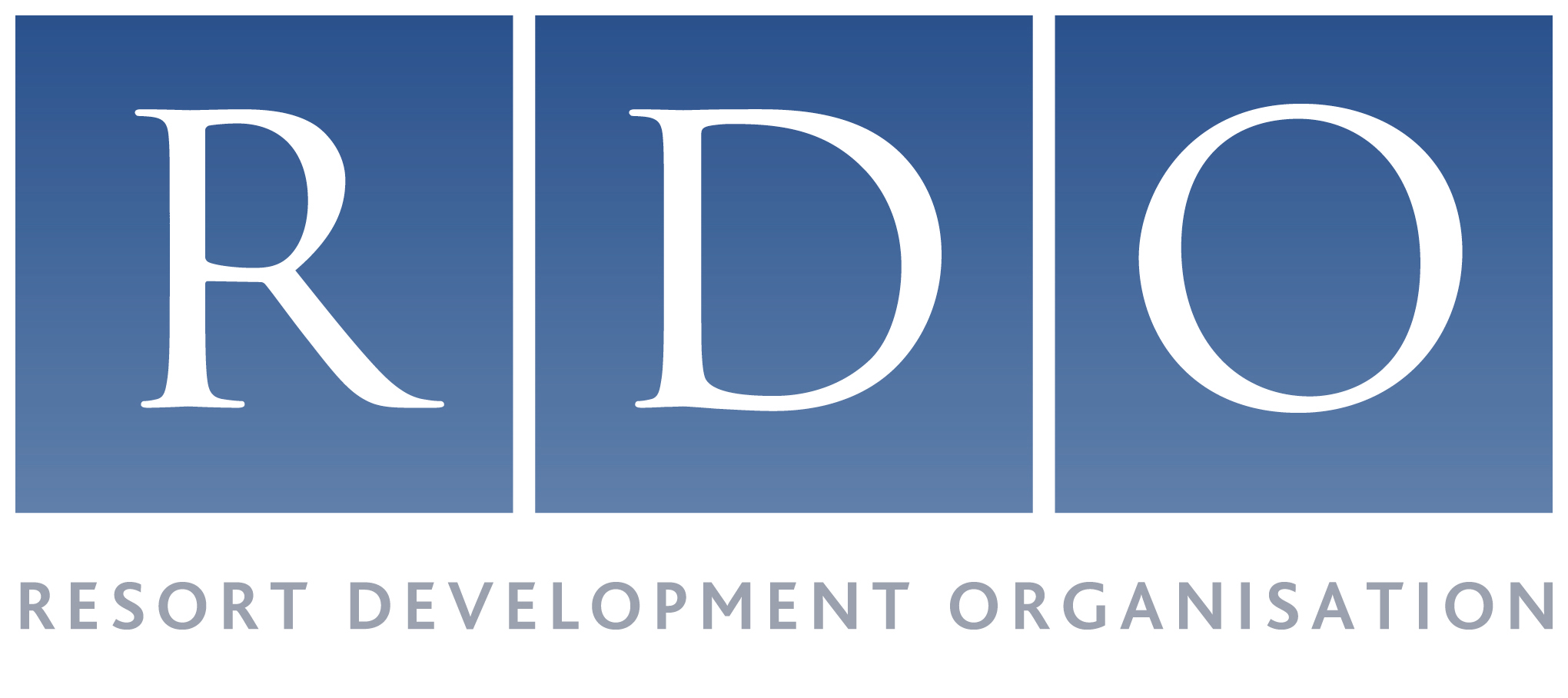
Logo der Resort Development Organisation (RDO)

Die Resort Development Organisation (RDO) ist der Dachverband der 14 nationalen Verbände der europäischen Timeshare-Industrie. Der Verband wurde im Februar 1998 unter dem Namen Organisation for Timeshare in Europe (OTE) gegründet. Im März 2009 erhielt die Organisation ihren neuen Namen, um damit den aktuellen Entwicklungen auf dem Ferienwohnrechtsmarkt gerecht zu werden. Der Sitz befindet sich in Brüssel, Geschäftsstellen gibt es in Madrid und in London.

## Verhaltenskodex
Die mehr als 130 Mitgliedsorganisationen aus allen Bereichen der Branche haben sich zur Einhaltung eines Verhaltenskodex mit strengen ethischen und qualitativen Standards verpflichtet. Dieser beinhalten unter anderem folgende Punkte:
- RDO-Mitglieder müssen ihren Kunden nach dem Abschluss von Verträgen eine Rücktrittsfrist von mindestens 15 Tagen gewähren, auch wenn die nationale Gesetzgebung ein geringeres oder gar kein Rücktrittsrecht vorsieht.
- Unabhängig davon, wo eine Verkaufsveranstaltung stattfindet, ist der Anbieter voll verantwortlich für alle Aktivitäten der Vertreter oder Vermittler, die in seinem Namen Ferienwohnrechte verkaufen.
- Die Mitglieder sind verpflichtet, ihre Produkte so zu gestalten, dass die Ferienwohnrechte auch tatsächlich zu den vereinbarten Konditionen verfügbar sind. Einer Überbuchung der Ferienanlagen durch eine Mischbelegung aus Pauschal- und Wohnrechtsgästen soll dadurch vorgebeugt werden.
- Die Anbieter sind verpflichtet, den Nachweis zu erbringen, dass sie langfristig in der Lage sind, den Unterhalt und die Verwaltung ihres Produktes zu gewährleisten.
- Die Timeshare-Wiederverkaufsfirmen verpflichten sich, den Konsumenten umfassend über die Rechte und Pflichten beider Parteien zu informieren.